# Josef Patejdl
Josef Patejdl (30. prosince 1878 Hromnice – 7. října 1940 Dachau) byl československý legionář, politik a meziválečný poslanec Národního shromáždění.

## Biografie
Vystudoval práva na Univerzitě Karlově. Působil pak jako advokát v Plzni. Za první světové války padl do ruského zajetí a stal se pak předním organizátorem Československých legií. Po vzniku republiky zakládal Československou obec legionářskou, které předsedal po celou dobu trvání První republiky. Politicky měla blízko k národním socialistům.
Ve 20. letech 20. století měl blízko k levicovému křídlu v národně sociální straně. Na rozdíl od skupiny okolo Bohuslava Vrbenského ale ve straně zůstal. Po parlamentních volbách v roce 1920 se stal za Československou stranu národně socialistickou poslancem Národního shromáždění. Byl do sněmovny kooptován až dodatečně roku 1921 jako jeden ze čtyř nových poslanců reprezentujících Československé legie. Mandát obhájil v parlamentních volbách v roce 1925, parlamentních volbách v roce 1929 i parlamentních volbách v roce 1935. Poslanecké křeslo si oficiálně podržel do zrušení parlamentu roku 1939. V pomnichovské druhé republice se angažoval v Národní straně práce, kam přešel na podzim 1938 na rozdíl od většiny stranických kolegů, kteří splynuli se Stranou národní jednoty. Za nacistické okupace byl zatčen. Zemřel v koncentračním táboře Dachau. Byl pohřben na Vinohradském hřbitově.
Povoláním byl ministerský rada a předseda Čs. obce legionářské. Podle údajů z roku 1935 bydlel v Praze.